# Петраково (Можайский район)
Петраково — деревня в Можайском районе Московской области в составе Порецкого сельского поселения. Численность постоянного населения по Всероссийской переписи 2010 года — 17 человек. До 2006 года Петраково входило в состав Порецкого сельского округа.
Деревня расположена на северо-западе района, у границы с Шаховским, примерно в 45 км к от Можайска, на левом берегу реки Иночь, высота центра над уровнем моря 209 м. Ближайшие населённые пункты — Косово, Шаховского района, в 1,5 км западнее и Семейники в 2,5 км на северо-восток.